# Гідравлічний стрибок

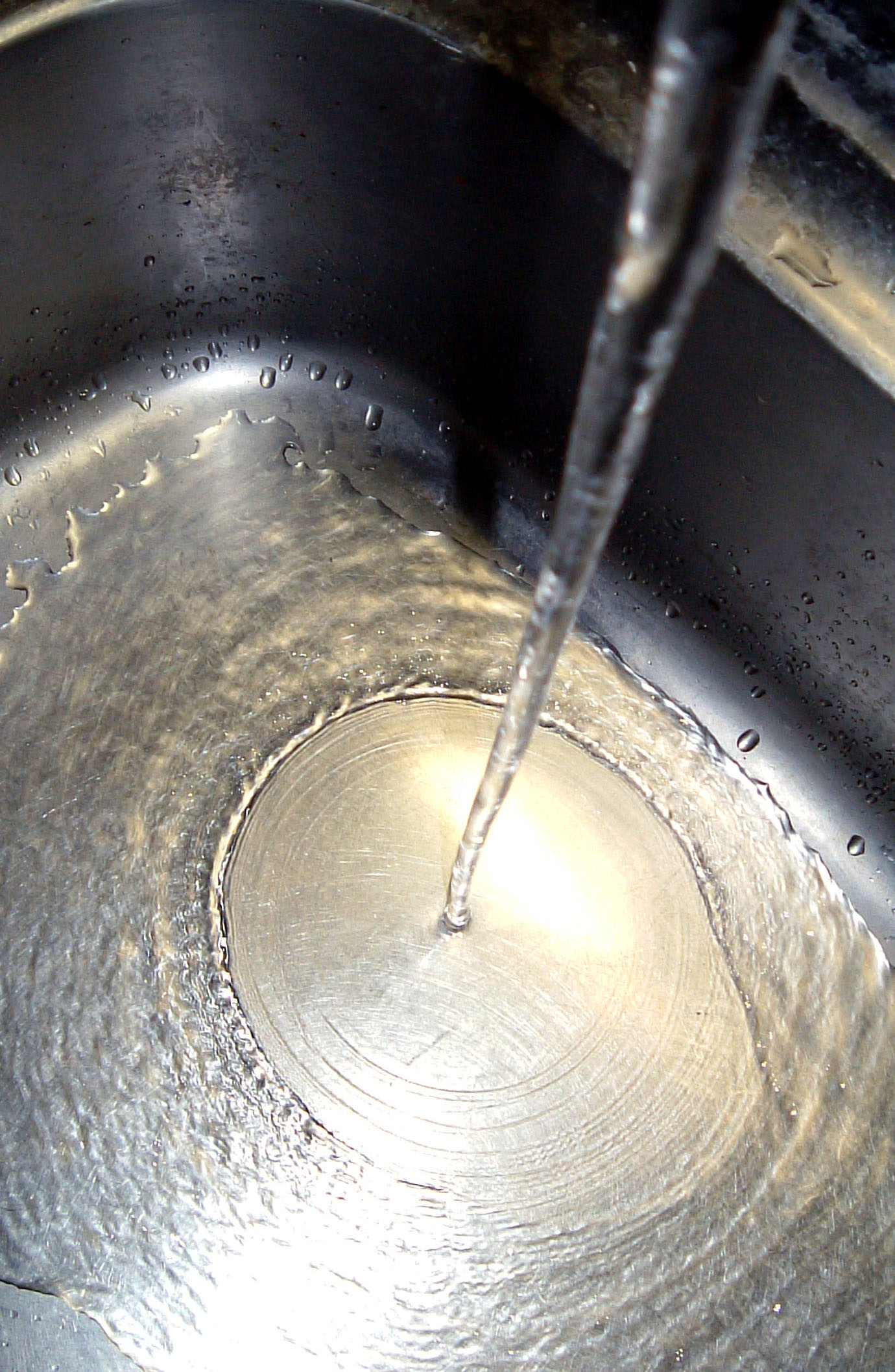
Найпоширенішим прикладом гідравлічного стрибка є кругла стояча хвиля, яка утворюється навколо центрального струменя води.

Гідравлічний стрибок — це явище різкого, стрибкоподібного підвищення рівня води у відкритому руслі при переході потоку з так званого бурхливого стану в спокійний.
Коли рідина на високій швидкості переходить в зону більш низьких швидкостей, в рідкій поверхні відбувається досить різкий ріст висоти. Тобто, рідина яка текла швидко, різко сповільнюється і збільшується у висоту.
Явище залежить від вихідної швидкості рідини. Якщо початкова швидкість рідини знаходиться нижче критичної швидкості, тоді стрибок неможливий.
Для початкової швидкості потоку, яка не є значно вищою критичної швидкості, перехід відображається у хвилеподібному вигляді.
Першим цей процес зафіксував Леонардо да Вінчі в 1500-ті роки, а математичні рівняння розробив французький вчений Жан-Батіст Беланже в 1838 році. З того часу вчені вважали, що гідравлічні стрибки частково відбуваються внаслідок гравітаційного тяжіння. В 2018 році команда дослідників на чолі з доктором Раджешем Бхагатом в результаті експериментів показали, що гідравлічні стрибки є результатом втрати енергії через поверхневий натяг та в’язкість.

## Галерея

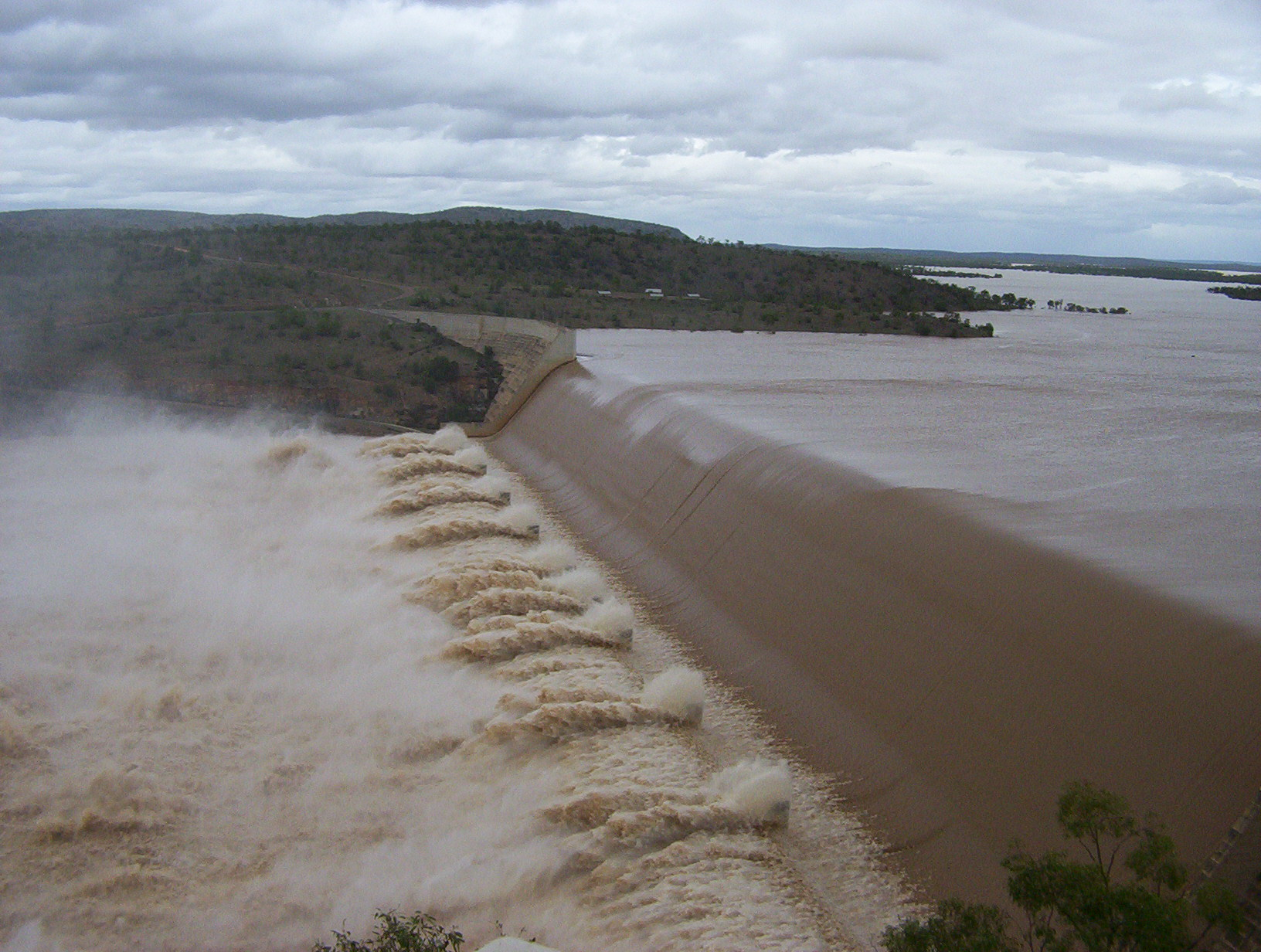
Гребля Бурдекін на річці Бурдекін в Австралії, де видно гідравлічні стрибки у вигляді хвиль в місцях падіння води.
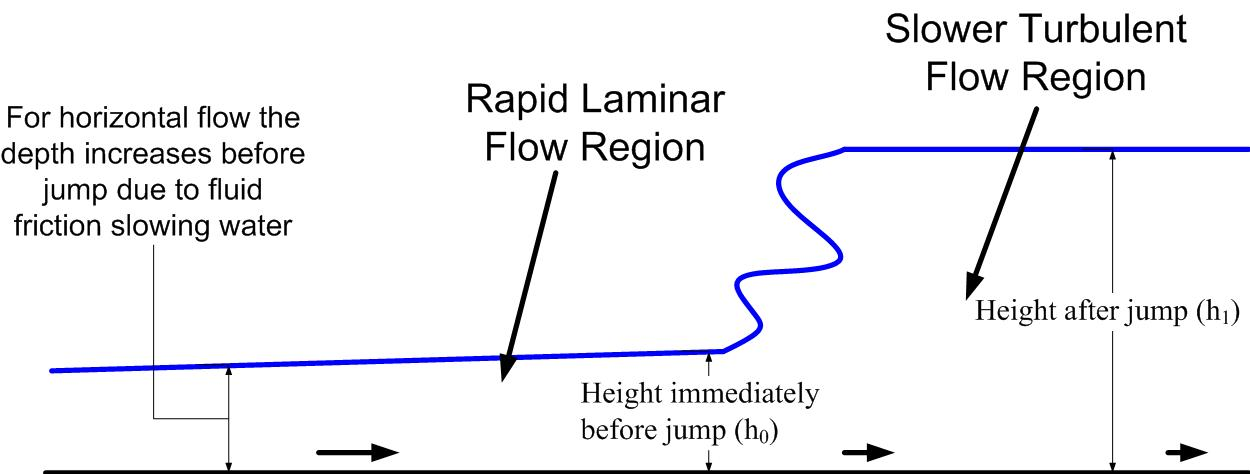
Ілюстрація поведінки рідини у гідравлічному стрибку.